# Ordnungspolizei

De vlag van de Ordnungspolizei

De Ordnungspolizei (Duits voor ordepolitie) is de gemeenschappelijke noemer voor lokale politie-eenheden die de dagelijkse politietaken moest uitvoeren in nazi-Duitsland tussen 1936 en 1945. Door het gebruik van groene uniformen (net als bij de Duitse politie tot uiterlijk 2018) stonden zij ook bekend als Grüne Polizei.

## Geschiedenis
Tijdens de Weimarrepubliek (1918-1933) bestond er geen nationaal politiekorps. Elke Duitse deelstaat had zijn eigen politiemacht die werd gecontroleerd door de Minister van binnenlandse aangelegenheden van de desbetreffende staat. In januari 1934 startten de nazi's een reorganisatie door de controle en uitvoeringsmacht van het politieapparaat te centraliseren. Op 26 juni 1936 vaardigde Reichsführer-SS en Chef der Deutschen Polizei im Reichsministerium des Innern Heinrich Himmler een decreet uit waardoor de Duitse politie-eenheden in twee afdelingen werden verdeeld: de Ordnungspolizei (Orpo) en de Sicherheitspolizei (Sipo).
De Orpo was de reguliere politie en stonden ook bekend als de geüniformeerde politie. De Sipo bestond uit de Geheime Staatspolizei (Gestapo), de Reichs Kriminalpolizei (Kripo) en de grenspolitie. De Gestapo en tot op een zekere hoogte de Kriminalpolizei waren de uitvoerende afdelingen van de nazi-politiestaat. De Kriminalpolizei was een groep professionele detectives die de zware en gewelddadige misdrijven onderzocht. In 1942 werden de Kripo, de Sicherheitsdienst en de Gestapo samengevoegd en onder het bevel geplaatst van het Reichssicherheitshauptamt (RSHA).

## Organisatie
De hoofdbevelhebber van de Orpo was de Chef der Deutschen Polizei im Reichsministerium des Innern Heinrich Himmler maar de dagelijkse leiding werd tussen 1936 en 31 augustus 1943 opgenomen door SS-Oberstgruppenführer und Generaloberst der Polizei und Chef der Ordnungspolizei Kurt Daluege. Op 31 augustus 1943 werd Kurt Daluege opgevolgd door SS-Obergruppenführer und General der Waffen-SS und Polizei Alfred Wünnenberg. Overzicht van de afdelingen binnen de Ordnungspolizei in 1941.

### Hauptamt Ordnungspolizei
Het Hauptamt Ordnungspolizei was het centraal bureau voor de gehele Ordnungspolizei en werd gezien als een SS-hoofdkwartier. Een overzicht van de organisatie van het Hauptamt Ordnungspolizei:
Chef der Ordnungspolizei:
- SS-Oberstgruppenführer en Generaloberst in de politie Kurt Daluege (26 juni 1936 - 31 augustus 1943)
- SS-Obergruppenführer en Generaal in de politie en Waffen-SS Alfred Wünnenberg (31 augustus 1943 - 8 mei 1945)

Justitiat beim Chef der Ordnungspolizei
- Ministerialdirektor Dr. en SS-Oberführer Otto Diederichs (december 1943 - mei 1945)

Hauptbüro
- Oberregierungsrat Johannes Klapper

Amt Verwaltung und Recht (VBuR) (vanaf 15 september 1943 opgeheven)
Amtschef
- SS-Gruppenführer en Generalleutnant der Polizei en Ministerialdirektor Werner Bracht (30 juni 1936 - 15 september 1943)

Amtsgruppen VuR I
- Ministerialdirektor Maximilian Rheins (december 1940 - september 1943)
- SS-Oberführer Hans-Dietrich Grünwald (1 oktober 1942 - 31 juli 1943)

Amtsgruppen VuR II (Organisation, Personalien, Gewerbepolizei, Verkehr)
- Ministerialdirektor Dr.jur. Kurt Bader (december 1940 - juni 1943)
- SS-Brigadeführer en Generalmajor der Polizei Heinz Reinefarth (1 juni 1943/10 oktober 1943 - 15 september 1943/10 december 1943)

Amtsgruppen VuR III
- Ministerialdirektor Rudolf Scheidel (19 december 1940 - 15 september 1943)

Het ambt VuR werd opgedeeld in het ambt Wirschaftsamt en Rechtsamt. Vanaf december 1943 werd dit werkt met een aanzienlijk kleinere personele bezetting gedaan.
Kommando-Amt (Kdo)
Amtschef
- Oberst der Landespolizei Adolf von Bomhard (26 juni 1936 - 16 september 1942)
- plaatsvervangend Amtschef SS-Gruppenführer en Generalleutnant der Ordnungspolizei Jürgen von Kamptz (24 juli 1941 - 31 augustus 1941)
- plaatsvervangend Amtschef Oberstleutnant der Gendarmerie Gerhard Winkler (1 juli 1936 - 31 maart 1939)
- plaatsvervangend Amtschef Oberst der Schutzpolizei Ernst Hitzegrad (19 juni 1938 - 22 juni 1938), (4 augustus 1938 - 8 augustus 1938), (4 september 1938 - 13 september 1938), (19 oktober 1938 - 20 oktober 1938), (1 maart 1939 - 4 maart 1939), (5 mei 1939 - 6 mei 1939), (4 juni 1939 - 11 juni 1939), (10 november 1939 - 11 november 1939), (23 januari 1940 - 26 januari 1940), (9 februari 1940 - 14 februari 1940)
- plaatsvervangend Amtschef SS-Oberführer Wilhelm Grolman (9 oktober 1940 - 10 oktober 1940)
- SS-Gruppenführer  en Generalleutnant der Polizei Otto Winkelmann (16 september 1942 - 14 maart 1944)
- SS-Brigadeführer en Generalmajor der Polizei Anton Diermann (4 maart 1944 - augustus 1944)
- SS-Brigadeführer en Generalmajor der Polizei Hans Flade (1 oktober 1944 - 8 mei 1945)

Amtsgruppen Sport
- SS-Obersturmbannführer en Oberstleutnant der Landespolizei Karl Brenner (januari 1939 - 1 augustus 1939)

Amtsgruppen I (Wirtschaft)
- Oberst der Schutzpolizei Otto Winkelmann (16 november 1941 - 16 november 1942)
- SS-Oberführer en Generalmajor der Polizei Hans-Dietrich Grünwald (1 oktober 1942 - 31 juli 1943
- SS-Standartenführer Hans Müller-Brunckhorst (8 augustus 1943 - 30 november 1943)
- SS-Standartenführer Hans Flade (30 november 1943 - 30 september 1944)
- Oberst der Gendarmerie Johannes Rogalski (oktober 1944- mei 1945)

Gruppenleiter Organisation
- Oberst der Schutzpolizei Otto Winkelmann (16 november 1941 - 16 november 1942)
- Oberstleutnant der Gendarmerie Johannes Rogalski

Gruppenleiter Ia
- Oberstleutnant der Gendarmerie Konrad Hitschler (12 augustus 1940 - 21 mei 1942)
- Oberstleutnant Wilhem Becker

Gruppenleiter Ib
- SS-Obersturmbannführer en Oberstleutnant der Schutzpolizei Erich Treuke

Gruppenleiter Ausbildung
- Oberst der Schutzpolizei Karl Eggebrecht

Gruppenleiter KD (Ostraum)
- SS-Obersturmbannführer Paul Geibel (8 augustus 1941 - 13 augustus 1942)

Gruppenleiter N (Nachtrichtenverbindungswesen)
- Oberst der Schutzpolizei/SS-Standartenführer Robert Schlake (1 december 1940 - 15 september 1943)

Gruppenleiter Sp.
- Major Willi Schwass

Gruppenleiter W
- SS-Obersturmbannführer Paul Geibel (13 augustus 1942 - 12 oktober 1942) (plaatsvervangend commandant)
- SS-Obersturmbannführer en Oberst der Gendarmerie Paul Geibel (12 oktober 1942 - 30 maart 1944)
- SS-Sturmbannführer Hugo Stelzer (tot juni 1944)

Gruppenleiter Kriegsgeschichte
- SS-Obersturmbannführer Walter Staudinger (21 augustus - 30 september 1939)
- Oberst der Schutzpolizei Karl Deuscher
- Oberstleutnant der Polizei Emil Klofanda

Amtsgruppen II (Verwaltung)
- SS-Oberführer en Oberst der Schutzpolizei Wilhelm von Grolman (december 1940 - september 1942/1943)
- Oberst der Gendarmerie Paul Geibel (12 oktober 1942 - 30 maart 1944)
- Oberst der Schutzpolizei Arthur Bahl (28 april 1944 - 1 september 1944)
- Oberst Rudolf Abesser (september 1944 - mei 1945)

Gruppenleiter P
- Oberst der Gendarmerie Konrad Hitschler

Gruppenleiter P (V)
- Ministerialrat Heinrich Meinecke

Gruppenleiter P (Dis.)
- Oberstleutnant Harald Wilcke

Gruppenleiter P (Fürs.)
- Major Karl Hühne

Gruppenleiter P (Kr.O.)
- Oberstleutnant Otto Willing

Amtsgruppen III (Unterbringung)
- SS-Oberführer Friedrich Karl Dermietzel (1 september 1939) - 1943)
- Generalarzt Dr.med. Wilhelm Kloster (december 1940 - februari 1942)
- Generalarzt Dr.med. Hans Wenzel (februari 1942 - 1943)
- SS-Brigadeführer Dr.med. Oskar Hock (31 augustus 1943/1 september 1943 - 10 april 1944)
- Generalarzt Dr.med. Friedrich Becker (10 april 1944/mei 1944 - 1 oktober 1944)
- Oberstarzt Prof.Dr.med. Gustav Döderlein (oktober 1944 - november 1944)
- Generalarzt Dr.med. Kurt Hoffmann (december 1944 - mei 1945)

Gruppenleiter San. 1 und 2
- Oberstarzt Dr. Kurt Hoffmann

Gruppenleiter San. 3
- Oberstabsaphotheker Dr. Joachim Gutschmidt

Gruppenleiter San. 4
- Oberstarzt Dr. Otto Sitte

Gruppenleiter Chef San. Wesen
Kolonialpolizeiamt
- SS-Gruppenführer en Generalleutnant der Orpo Karl Pfeffer-Wildenbruch (14 januari 1941 - maart 1943)

Amt Freiwilligen Feurerwehren (vanaf 15 september 1943 opgeheven)
- Hauptmann der Reserve Walter Schnell (30 januari 1940 - 11 maart 1942)

Amt Technische Nothilfe (vanaf 15 september 1943 opgeheven)
- Major der Schutzpolizei/Oberstleutnant der Schutzpolizei Robert Schlake (30 juni 1936 - 21 augustus 1939)
- Einsatzchef Erich Hampe (1 september 1939 - mei 1941)
- SS-Gruppenführer Hans Weinreich (30 december 1941 - 10 september 1943)
- SS-Gruppenführer en Generalleutnant der Polizei Willy Schmelcher (10 september 1943 - 8 mei 1945)

Reichsämter
Reichsamt Technische Nothilfe
- SS-Gruppenführer en Charakter als Generalleutnant der Polizei Hans Weinreich (12 juni 1937 - 10 september 1943)
- SS-Gruppenführer en Generalleutnant der Polizei Willy Schmelcher (oktober 1943 - mei 1945)
- plaatsvervangend Amtschef Generalmajor der Schutzpolizei Theodor Siebert (20 november 1942 - 15 september 1943)

Reichsamt Freiwilligen Feuerwehren
- Oberst der Polizei Walter Schnell (11 maart 1942 - 8 mei 1945)

Wirtschaftsverwaltungsamt (van 1943) (WVA)
- SS-Brigadeführer August Frank (16 september 1943 - 18 juli 1944/18 augustus 1944/mei 1945)
- Ministerialdirektor Dr. Otto Diederichs (juli 1944 - mei 1945)

Amtsgruppen W I
- SS-Standartenführer Hans Moser (september 1943 - juni 1944)
- Oberstleutnant Eugen Hohmuth (juli 1944 - mei 1945)

Amtsgruppen W II
- SS-Brigadeführer August Frank (16 september 1943 - 1 januari 1944)

Amtsgruppen W III
- Ministerialdirektor Rudolf Scheidel (15 september 1943 - 8 mei 1945)

Amtsgruppen W IV
- Ministerialdirektor Georg Fhr.v.Hohenastenberg, gen. Wigandt (december 1943 - maart 1944)

Rechtsamt
- SS-Brigadeführer en Generalmajor der Polizei Heinz Reinefarth (september 1943/10 oktober 1943 - 10 december 1943)

Amtsgruppen R I
- Ministerialdirektor Maximilian Rheins (september 1943 - december 1943)

Amtsgruppen R II
- Ministerialdirektor Georg Fhr.v.Hohenastenberg, gen. Wigandt (september 1943 - december 1943)

Sanitätsamt
- SS-Brigadeführer Dr. Oskar Hock (31 augustus 1943 - 10 april 1944)

Generalinspekteure
Generalinspekteur der Schutzpolizei des Reiches
- Generalmajor der Schutzpolizei Theodor Siebert (1 september 1936 - 31 maart 1937) (van 1 januari 1937 door Mülverstedt)
- plaatsvervangend Amtschef Generalinspekteur Oberst der Schutzpolizei Arthur Mülverstedt (1 januari 1937 - 20 april 1937)
- Generalmajor der Schutzpolizei Theodor Siebert (1 april 1937)
- Oberst der Schutzpolizei Arthur Mülverstedt (8 augustus 1940)
- SS-Oberführer Georg Schreyer (8 november 1940 - 31 juli 1943)
- SS-Brigadeführer en Generalmajor der Polizei Herbert Becker (1 juli 1943 - 5 mei 1945)
- SS-Gruppenführer en Generalleutnant der Polizei Adolf von Bomhard (tot zijn pensioen op 18 februari 1945)

Generalinspekteur der Gendarmerie und Schutzpolizei der Gemeinden
- Generalmajor der Ordnungspolizei Wilhelm Roettig (28 september 1938 - 10 september 1939)
- Oberstleutnant der Gendarmerie Johannes Hachtel (1 juni 1939 - 8 juli 1939)
- SS-Brigadeführer en Generalmajor der Polizei Rudolf Querner (22 oktober 1940/9 november 1940 - 30 april 1941)
- SS-Gruppenführer Jürgen von Kamptz (1 mei 1941 - 31 mei 1941)
- SS-Brigadeführer en Generalmajor der Polizei Emil Höring (1 juni 1943 - 15 maart 1944)
- SS-Gruppenführer en Generalleutnant der Polizei August Meyszner (15 maart 1944 - mei 1945)

Generalinspekteur der Schulen
- SS-Gruppenführer en Generalleutnant der Polizei Karl Pfeffer-Wildenbruch (1 september 1936/1939 - 31 augustus 1943)
- SS-Gruppenführer en Generalleutnant der Polizei Adolf von Bomhard (november 1943 - februari 1945/18 februari 1945 met pensioen)
- SS-Gruppenführer en Generalleutnant der Polizei Emil Höring (18 februari 1945 - 8 mei 1945)

Generalinspekteur der Feuerlöschwesens
- Branddirektor en Generalmajor der Ordnungspolizei Johannes Meyer (1 september 1939/4 maart 1940 - 14 juli 1942)
- Charakter der Generalleutnant der Polizei Johannes Meyer (10 september 1943 - 8 mei 1945)

Generalinspekteur der Feuerwehrschulen, Werkfeuerwehren und Brandschau
- SS-Gruppenführer en Generalleutnant der Polizei Dr.Ing. Johannes Meyer (september 1943 - mei 1945)

Generalinspekteur der Feuerschutzpolizei und Feuerwehren
- SS-Brigadeführer Johannes Meyer (18 augustus 1942)

Generalinspekteur für das Unterkunftswesen
- Ministerialdirektor Rudolf Scheidel (1 januari 1942 - 15 september 1943)

Generalinspekteur für das Sanitätswesen
- Generalarzt Dr.med. Hans Wenzel (12 februari/april 1942 - september 1943/31 augustus 1943)
- SS-Obegruppenführer Prof.Dr. Ernst-Robert Grawitz (1943 - mei 1945)

Generalinspekteur Spezialabwehr
- SS-Obergruppenführer en General der Waffen-SS Hans-Adolf Prützmann (1944 - 1945)

Inspekteure
Inspekteur für die weltanschauliche Erziehung
- SS-Gruppenführer Adolf von Bomhard (9 mei 1942 - 1 januari 1944)
- SS-Oberführer Ernst Otto Fick (6 december 1943 - 29 april 1945)

Inspekteur für den Zahnärzlichen Gesundheitsdienst
- Oberstarzt Dr. med. dent. Otto Sitte (juni 1943 - september 1943)

Inspekteur der Wasserschutzpolizei
- SS-Brigadeführer en Generalmajor der Polizei Emil Bruno Krumhaar (8 september 1943 - 1 juli 1944[1 augustus 1944)
- Oberst Ernst Schröter (juli 1944 - mei 1945)

Inspekteur Waffen und Geräte (W.u.G.)
- SS-Standartenführer Karl Fischer (15 september 1943 - 8 mei 1945)

Chef in K (Kraftfahrzeuge)
Chef in N (Nachrichtenwesen)
- Oberstleutnant der Schutzpolizei/Oberst der Schutzpolizei Robert Schlake (21 augustus 1939 - 1 december 1940)

Inspekteur der Nachrichtenwesen 
- SS-Oberführer/SS-Brigadeführer en Generalmajor der Polizei Robert Schlake (15 september 1943 - 8 mei 1945)

Chef in L
Chef in F
Chef in Veterinärwesen (Vet)
- Oberstveterinär der Landespolizei Wilhelm Kries (30 juni 1936 - december 1940)
- waarnemend Amtschef Oberstveterinär der Landespolizei Wilhelm Kries (9 augustus 1940 - 23 augustus 1940)
- Oberstveterinär der Landespolizei/Charakter der Generalveterinär der Polizei Wilhelm Kries (december 1940 - 15 september 1943)
- Generalveterinär der Polizei Wilhelm Kries (15 september 1943 - 1 oktober 1944)

Adjutanten und Verbindungsoffiziere
Adjutant bei RFSS
- Oberstleutnant Willy Suchanek

Adjutant bei Reichsminister Dr. Goebbels
- Hauptmann Günter Schwägermann (tot mei 1945)

Adjutant bei Staatssekretär Dr. Stukkart
- Oberleutnant Karl Werner

Verbindungsoffizier SS-Personal-Hauptamt
- Oberstleutnant Möller-Franzen

Verbindungsoffizier zum Chef der Fernmeldewesens
- Oberstleutnant§ Richard Weber

Verbindungsoffizier zum RLB
- Oberst Oskar Heusser

Verbindungsoffizier zum RLM
- Oberst Herbert Melchior

Verbindungsoffizier zum RMfdbes.Geb.
- Major Fritz Müller

Verbindungsoffizier zum RMfVuPr
Hilfsoffizier beim Chef der Reichskanzlei
- Major Friedrich Rauch

Kommandeure der Schulen und Anstalten
Grenzpolizeischule Fürstenberg
Kommandeur Technische SS- und Polizeiakademie
- SS-Brigadeführer en Generalmajor der Polizei Helmuth Gerloff (tot maart 1945 (pensioen))
- SS-Brigadeführer en Generalmajor der Polizei Oskar Schmiedel (30 september 1944/oktober 1944 - 8 mei 1945)

Offizier-Schule der Ordnungspolizei Eberswalde
- Oberstleutnant Walter Hans

Offizier-Schule der Ordnungspolizei Fürstenfeldbruck
Offizier-Schule der Ordnungspolizei Oranienburg
- Oberst der Schutzpolizei Arthur Bahl (september 1943 - 29 april 1944)

Polizei-Offizier-Schule Berlin-Köpenick
Polizei-Waffenschule I
- Major Hannebauer

Polizeischule für Verwaltungsbeamte (Linz)
Polizeischule für Kraftfahrwesen (Woisen)
Polizeischule für Leibenübungen (Spandau)
Polizeischule für Reit- und Fahrwesen (Bendsburg)
- Major Heinrich Baumann

Polizeischule für Reit- und Fahrwesen (Rathenow)
- Oberstleutnant Ruge

Polizeischule für Technik und Verkehr
- Oberst Wilhelm Kasten

Polizeischule für Verwaltungsbeamte (München-Haar)
- Oberregierungsrat Otto Ziedrich

SW-Schule Stettin
- Major Franz Gröning

### Schutzpolizei
De Schutzpolizei was de stadspolitie die de orde moest handhaven in de grotere Duitse steden. De Schutzpolizei was nog verder onderverdeeld in:
1. Schutzpolizei des Reiches (deed dienst in grote steden),
2. Schutzpolizei der Gemeinden (deed dienst in kleine steden),
3. Kasernierte Polizei (oproerpolitie die als reserve fungeerde).

### Gendarmerie
De Gendarmerie of landelijke politie werd gevraagd om dienst te doen bij de kleinere districten, afgelegen gebieden en grenzen en binnenlandse defensieve taken.

### Verwaltungspolizei
De Verwaltungspolizei was de bestuurlijke afdeling van de Orpo en had het algemene bevel over alle Orpo-politiebureaus. De Verwaltungspolizei was eveneens het bureau waar alle gegevens werden bijgehouden en het voerde het bevel over de burgerlijke afdelingen, waaronder de Gesundheitspolizei, de Gewerbepolizei (handelspolitie) en de Baupolizei (bouwpolitie).

### Verkehrspolizei
De Verkehrspolizei was de verkeerspolitie die zich bezighield met de Duitse wetgeving van de verkeersveiligheid. De dienst patrouilleerde op de Duitse wegen en kwam ter plaatse bij de ongevallen. De Verkehrspolizei deed eveneens de escortes van hooggeplaatste nazileden.

### Wasserschutzpolizei
De Wasserschutzpolizei (waterbeschermingspolitie) was de kustwacht van het Derde Rijk. Ze waren bevoegd om de rivieren, havens en binnenwateren te beveiligen. De Wasserschutzpolizei had tevens een autoriteit over de SS-Hafensicherungstruppen die ingedeeld waren bij de Allgemeine-SS-eenheden en dienstdeed als de veiligheidspolitie van de havens.

### Bahnschutzpolizei
De Bahnschutzpolizei was de spoorwegpolitie en bestond uit parttime officieren die werknemers waren van de Deutsche Reichsbahn (staatsspoorwegen van nazi-Duitsland). De Bahnschutzpolizei werd geacht om de veiligheid rondom de spoorwegen te verzekeren door spionage- en sabotage-acties op de spoorbanen te voorkomen.

#### Rangen bij de Bahnschutzpolizei
Hoogste rang staat bovenaan:
- Chef der Bahnschutzpolizei
- Stabsführer der Bzp
- Bzp Bezirkshauptführer
- Bzp Bezirksführer
- Bzp Abteilungshauptführer
- Bzp Oberabteilungsführer
- Bzp Abteilungsführer
- Bzp Oberzugführer
- Bzp Zugführer
- Bzp Unterzugführer
- Bzp Obergruppenführer
- Bzp Gruppenführer
- Bzp StellvertreterGruppenführer
- Bzp Mann
- Bzp Anwärter

### Feuerschutzpolizei
In 1938 werden alle lokale brandweerstations gecentraliseerd onder de Ordnungspolizei. De Feuerschutzpolizei of brandbeschermingspolitie bestond bijgevolg uit alle Duitse brandweerkorpsen onder een nationale structuur. De Feuerschutzpolizei had eveneens het bevel over de vrijwillige brandweerlieden (Freiwillige Feuerwehren). In de periode van de geallieerde bommencampagne tijdens de Tweede Wereldoorlog bestond de Feuerschutzpolizei en de Freiwillige Feuerwehren uit bijna 2 miljoen brandweerlui.

### Luftschutzpolizei
De Luftschutzpolizei was de luchtbeschermingspolitie die de leiding nam over de luchtafweerstellingen en evacuatie tijdens de geallieerde luchtbombardementen. De Luftschutzpolizei was onderverdeeld in:
- de Reichsluftschutzbund, de nationale bond voor burgerdefensie,
- de Luftschutz-warndienst, de observatiedienst tegen luchtaanvallen,
- de Sicherheits und Hilfsdienst, de veiligheids- en evacuatiedienst, die zich ontfermde over de slachtoffers tijdens de geallieerde bombardementen.

### Technische Nothilfe
De Technische Nothilfe of TeNo is het technisch noodkorps dat werd opgericht in 1919 tijdens de Weimarrepubliek en had in deze periode als hoofddoel om stakingen en opstanden te breken en de vitale publieke diensten draaiende te houden. Toen er tijdens de laatste jaren van de Weimarrepubliek slechts sporadisch stakingen waren werd het korps hoofdzakelijk gebruikt als technische reserve bij natuurrampen. Na 1933 werd de TeNo een nationaal korps en in 1937 werd het ingelijfd bij de Orpo waar het alle publieke gevaren en noodsituaties moest opvangen. Ze legden zich sterk toe op gasbescherming en de luchtverdediging. In 1943 had de TeNo meer dan 100.000 leden.

### Funkschutz
De Funkschutz of radio-observatiedienst bestond uit veiligheidspersoneel van de SS en de Orpo. Hun opdracht bestond erin om Duitse radiostations te beschermen tegen vijandelijke aanvallen en sabotage-acties. De Funkschutz was eveneens de primaire onderzoeksinstelling in de strijd tegen illegale ontvangst van buitenlandse radio-uitzendingen.

### Werkschutzpolizei
De Werkschutzpolizei waren de nachtwakers van het Derde Rijk. Het waren burgers die paramilitaire uniformen droegen (de zwarte uniformen van de Allgemeine-SS met Orpo-kentekens) en onder het bevel geplaatst werden van een centraal Orpo bureau.

### Postschutz
De Postschutz was een soort postpolitie, maar nooit een onderdeel van de Ordnungspolizei. De organisatie bestond aanvankelijk uit postmedewerkers die lid van de SA of SS waren en diende om de veiligheid van de postdiensten en andere communicatiemedia zoals telefoon- en telegraaflijnen te garanderen. Later konden alle medewerkers zich vrijwillig melden, terwijl nieuwe medewerkers verplicht toetraden. In 1939 bestond de organisatie uit ongeveer 40.000 mensen. In 1942 werd de Postschutz deel van de Waffen-SS. In 1944 werden uit de Postschutz "SS-Sicherungs-Bataillone der Deutschen Reichspost“ gevormd die in Joegoslavië ook bij de "Bandeneinsatz" werden ingezet. Bij de Processen van Neurenberg werd de Postschutz als criminele organisatie betiteld.

## Politiebataljons
Tussen 1939 en 1945 organiseerde de Ordnungspolizei zich ook in aparte militaire formaties in Duitsland die onafhankelijk waren van de politie-eenheden en hun bevelstructuur. De eerste van zulke formaties waren de politiebataljons gericht naar ordehandhaving in bezette gebieden en acties tegen de partizanen. De politiebataljons werden geplaatst onder het bevel van de lokale SS- en politieleiders en werden frequent ingezet als veiligheidseenheden in de Joodse getto's van Polen. De Einsatzgruppen werden ook dikwijls versterkt met personen uit de politiebataljons. De politiebataljons vormden 22 politieregimenten waarvan de meeste naar het oostfront werden gestuurd.
Opmerking: De reguliere militaire politie gekoppeld aan de Wehrmacht waren verschillend van de Ordungspolizei.

## Waffen-SS Polizei Division
De militaire tak van de Ordnungspolizei was de SS Polizei Division. De manschappen werden uit de Ordnungspolizei gerekruteerd. Deze divisie werd in 1942 een deel van de Waffen-SS. Vanaf dat moment werd de divisie een reguliere Waffen-SS-divisie. Later werd de naam veranderd in 4. SS-Polizei-Panzergrenadier-Division.
Zeer laat in de Tweede Wereldoorlog werden verscheidene Orpo SS-Politieregimenten opgenomen in de Waffen-SS om de 35e SS en Politie Grenadier Division te vormen.

## Samenhang tussen de Orpo en de SS
De Ordnungspolizei werd gezien als een volledig onderdeel van de SS maar behield een apart systeem van rangen en rangonderscheidingstekens. Het was ook mogelijk voor de SS-leden om een rang te bekleden in de Orpo hiërarchie als in de SS hiërarchie, en SS-generaals werden aangesproken met beide titels. Voorbeeld: een SS-Obergruppenführer bij de SS die ook een politiegeneraal was werd aangesproken met de titel Obergruppenführer und General der Polizei. Vanaf 1944 kregen alle Orpo politiegeneraals een equivalente Waffen-SS rang zodat ze werden aangezien als militaire officieren in plaats van politieambtenaren (was van belang wanneer ze werden gevangengenomen door de geallieerden). Bijgevolg werden de Orpo politiegeneraals vanaf 1944 aangesproken met de titel SS-Obergruppenführer und General der Polizei und Waffen-SS.
Het ultieme doel van Heinrich Himmler was om de Ordnungspolizei te ontbinden en de reguliere Duitse politiemacht te vervangen door een combinatie van een rassen- of staatsbeschermingskorps bestaande uit zuivere SS eenheden. Himmlers droom bestond eruit om de lokale wetgevingsmacht te laten uitvoeren door de Allgemeine-SS samen met de Waffen-SS die de binnenlandse veiligheid en politiek-politionele functies op zich zou opnemen. Een historische analyse van het Derde Rijk onthulde dat bepaalde Orpo leiders weet hadden van Himmlers plan en totaal gekant waren tegen de ontbinding van de Orpo ten voordele van een SS staatspolitie.

## Referentie
- Flags of the Third Reich, Brian L. Davis & Malcolm McGregor, ISBN 1-84176-673-9